# Simpodiale

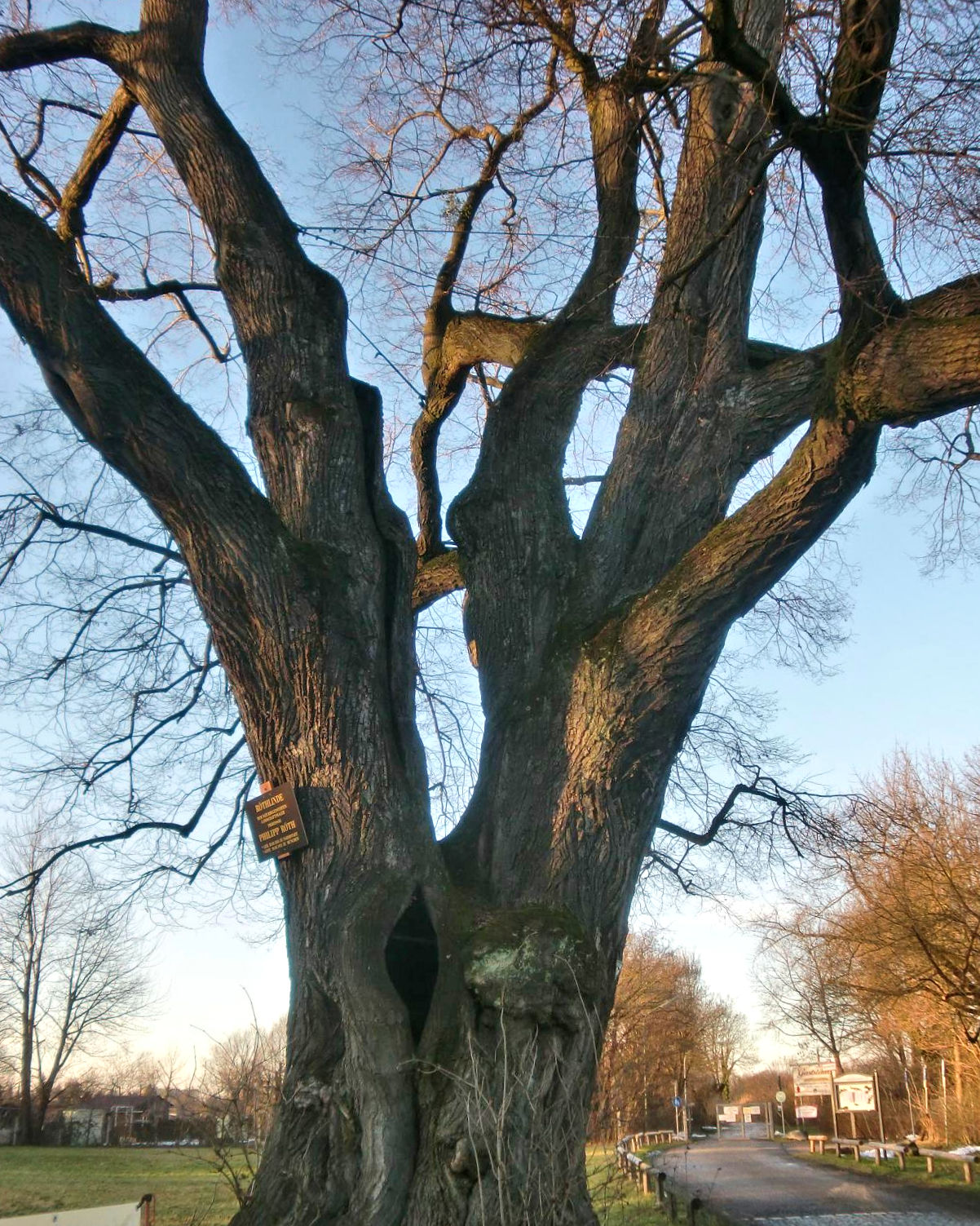
Albero di tiglio, nel quale si può vedere una crescita di tipo simpodiale.

Il termine simpodiale si riferisce in botanica al fenomeno per cui la gemma apicale ad un certo punto degenera (a volte per la formazione di un fiore) e la sua funzione viene assunta da gemme sottostanti.

## Formazione e diffusione
Questo processo può avvenire dopo ogni periodo di crescita o dopo un certo numero di foglie, a seconda della pianta. Spesso per questo motivo la pianta ha una forma irregolare o a zig-zag, come le Orchidee del genere Cattleya.
Se la funzione della gemma apicale viene assunta, come nel caso delle piante pluriennali (tiglio, olmo ) dalle due gemme laterali immediatamente sottostanti, queste origineranno due rami laterali, definiti di primo ordine. Al successivo ciclo di crescita, le gemme apicali degenereranno e si origineranno degli altri rami (detti di secondo, terzo ordine e così via) il cui accrescimento è via via maggiore nei rami successivi (ovvero il ramo di terz'ordine risulterà più lungo di quello di secondo ordine, etc). Questo tipo di crescita viene definita simpodiale a dicasio.
Se invece l'allungamento dell'apice caulinare è portato avanti solamente dalla gemma più prossima a quella apicale abortita, il tipo di ramificazione sarà detto simpodiale a monocasio. La nuova gemma si allungherà in direzione del fusto principale, e a prima vista non si capisce che si tratta di due rami distinti.
Il termine simpodiale si riferisce anche a particolari tipi di infiorescenza, dette cimose, definite o brachiali che presentano un asse principale che termina con un fiore, sotto al quale si formano nuovi assi con nuovi fiori terminali.

## Tipologie
Questo tipo di infiorescenze si possono dividere in:
- monocasio (o cima unipara), infiorescenza definita formata da vari fiori posizionati su un unico asse, in cui questo produce una sola ramificazione secondaria che a sua volta produce anch'essa una sola ramificazione e così via. Ha uno sviluppo a zig-zag e termina con un fiore. Si distingue in elicoide (es.: iperico, eliotropio) se i rami secondari si formano tutti sul medesimo lato dell'asse principale, mentre si chiama  scorpioide (es.: consolida maggiore) se i rami si sviluppano in modo alterno ad assomigliare ad una coda di scorpione.
- dicasio (o cima bipara), infiorescenza definita in cui, sotto il fiore terminale, si sviluppano due ramificazioni fiorifere secondarie simmetriche che continuano a crescere ed a dividersi formando alla fine comunque fiori (es.: borragine).
- pleiocasio (o cima ombrelliforme o anche cima multipara), infiorescenza in cui sotto al fiore apicale spuntano più di due rami che continuano a crescere ed a dividersi formando alla fine comunque fiori. È simile ad un'ombrella (es.: euforbia o Stella di Natale).